# Маэда, Сэйсон
Сэйсон Маэда (яп. 青邨; наст. имя Рэндзо, род. 27 января 1885 г. Накацугава, префектура Гифу — ум. 29 октября 1977 г. , Накацугава) — японский художник, работавший в традиционном стиле нихонга.

## Жизнь и творчество
Сэйсон Маэда а 1901 году приезжает в Токио, где становится учеником художника Кадзита Ханко (1870—1919), известного мастера японской деревянной цветной гравюры «укиё-э». От него молодой художник получает свой псевдоним «Сэйсон» (Голубой посёлок). В 1907 году он, вместе с такими мастерами, как Хаями Гёсю, Имамура Микё и Ясуда Юкихико вступает в новое объединение живописцев «Кодзикай», целью которого является совершенствование искусства стиля нихонга, участвует вместе со своими товарищами в выставках живописи. В 1912 год на 6-й Всеяпонской выставке живописи, организованной министерством культуры, Маэда выставляет свою картину «Микоси» и завоёвывает с нею третье место. В 1914 году он вновь выставляется на очередной экспозиции со своими картинами-свитками «Отдых на горячих источниках» и «Рубка бамбука», после чего становится членом японского Общества художников «Нихон бидзюцу-ин». В 1916 году Маэда отходит от нихонга и пишет в стиле европейской живописи полотно «Восемь известных видов на Мияко». С 1922 по 1933 год он, вместе с живописцем Кобаяси Кокэй, проводит в Европе и изучает местное искусство. Поездку субсидирует «Нихон бидзюцу-ин». В Англии оба художника также копируют хранящиеся в Британском музее в Лондоне произведения старых японских мастеров. В 1930 году Маэда получает престижную премию Асахи, учреждённую газетой Асахи симбун, за написанное годом раньше полотно «Минамото Ёритомо в пещере». В 1935 году он становится членом японской Академии художеств. В 1944 получает титул придворного художника. В период с 1951 и по 1959 год Маэда — профессор Высшей школы изящных искусств в Токио. В 1955 году награждён японским орденом Культуры и получает звание «Персоны с особыми заслугами в области культуры».
Сэйсон Маэда известен в первую очередь своими историческими полотнами, писал также портреты, картинами на театральные темы, пейзажи. Автор художественных изображений на свитках и ширмах.

## Галерея

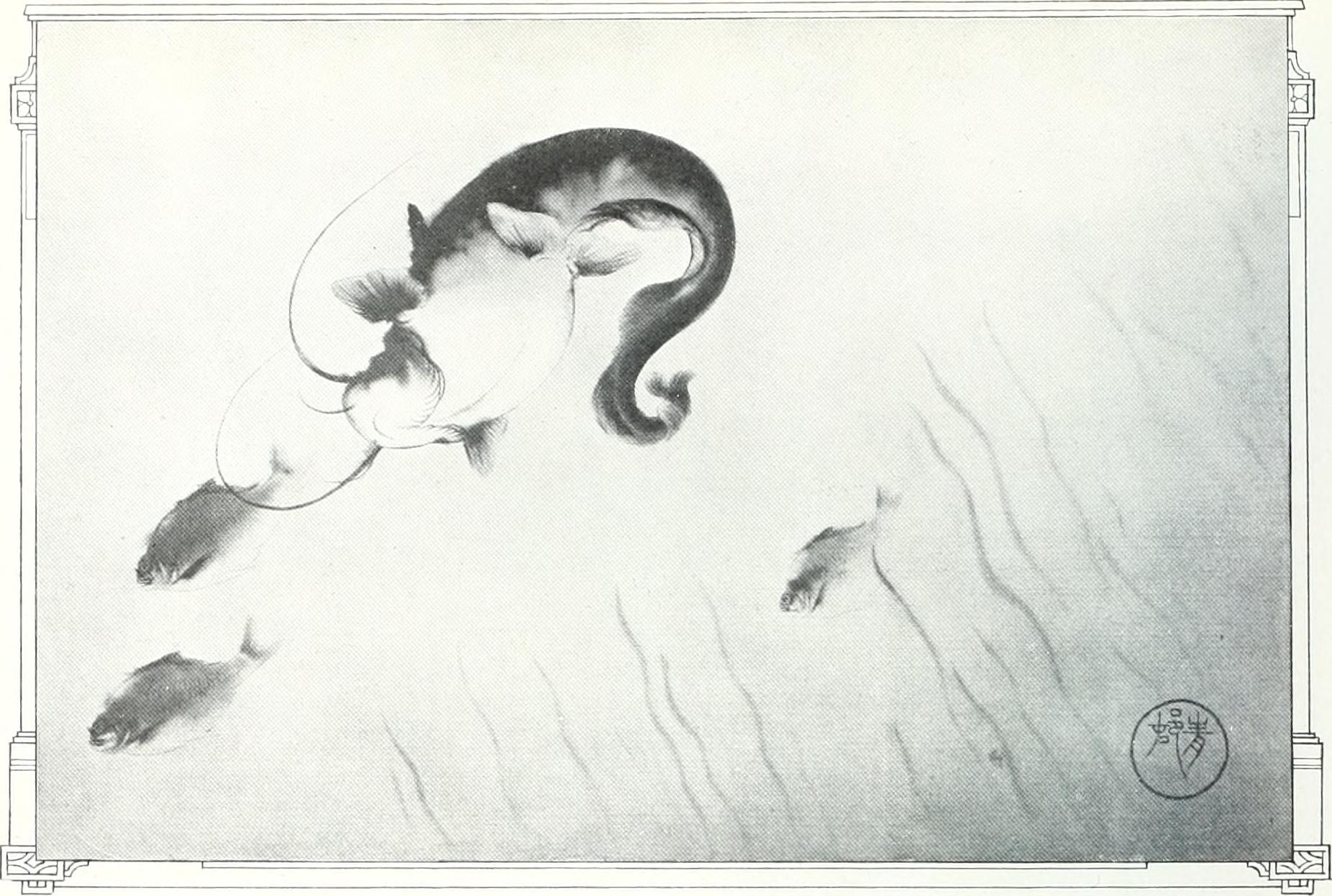
Сом (1897)